# Bom Jesus da Lapa
Pour les articles homonymes, voir Bom Jesus.
Bom Jesus da Lapa est une municipalité de l'État de Bahia, dans la microrégion de Bom Jesus da Lapa, qui compte 63 508 habitants et qui a été fondée en 1928.
1. ↑  IBGE